# 阿卡沙體育會
阿卡沙體育會（土耳其語：Akhisarspor Kulübü）是一支位於土耳其阿克希薩爾的職業足球會，目前於土耳其足球超級聯賽角逐。

## 榮譽
- 土耳其甲組足球聯賽
  - 冠軍 (1)：2011–12
- 土耳其乙組足球聯賽
  - 亞軍 (1)：2009–10
- 土耳其丙組足球聯賽
  - 亞軍 (1)：2007–08
- 土耳其盃
  - 冠軍 (1)：2017–18
  - 亞軍 (1)：2018–19
- 土耳其超級盃
  - 冠軍 (1)：2018
  - 亞軍 (1)：2019

## 外部連結
- Official website （页面存档备份，存于） （土耳其文）